# Molí d'en Joia
El Molí d'en Joia és una obra de Riells i Viabrea (Selva) protegida com a Bé Cultural d'Interès Local.

## Descripció
Edificació en pedra de planta rectangular amb orientació diagonal i tres cossos annexionats, el més petit a la banda esquerra fet de maó, i els altres dos a la dreta. Tot i que es coneix com a molí, també tindria la funció de masia, tal com és comú a la zona. Dataria del segle xvii, però sembla més antic. L'accés a l'edifici es realitza a partir d'un talús que condueix a una porta definida per grans dovelles de pedra i rematada per un arc rebaixat. La coberta és a un aiguavés.